# Samba Sow
Samba Sow, né le 29 avril 1989 à Bamako, est un footballeur international malien. Il évolue au poste de milieu de terrain.

## Carrière

### En club
Après avoir suivi un père diplomate en France, Samba Sow est formé à l'US Torcy et rejoint en 2005 l'équipe réserve du RC Lens.
Le 22 mai 2009, il dispute son premier match officiel avec le groupe professionnel. Pour la dernière rencontre de Lens en Ligue 2 devant son public, Sow profite des absences conjuguées de Nenad Kovačević et d'Adil Hermach pour être titularisé au milieu de terrain. Il est remplacé à la 66e minute par Geoffrey Doumeng, et est à gratifier d'un bon match. Le 15 août, Samba dispute son premier match en Ligue 1 en entrant en jeu en remplacement de Dejan Milovanović dans les derniers instants de la partie opposant Lens à Auxerre, lors de la deuxième journée du championnat. Auteur de quelques bribes de matches, il se révèle cependant être un bon récupérateur, ce qui lui vaut d'être titularisé le 19 septembre contre Lille dans le derby du Nord. Le 4 décembre, il prolonge son contrat de deux ans, le portant donc jusqu'en juin 2013. Courageux et combatif, il perce dans l'effectif lensois, et devient la « jeune révélation » de la saison. Lors de la dernière journée de championnat, contre le champion en titre bordelais, il marque le premier but de sa carrière.
Il accepte de réduire son salaire à Lens pendant l'été 2012 afin d'aider le club financièrement.

### En sélection
Le 28 septembre 2008, Sow dispute son premier match avec les espoirs maliens contre le Bénin, pour le compte des éliminatoires de la CAN 2009. Il y inscrit même le deuxième but malien, juste après celui de Yacouba Diarra. Régulièrement appelé, Samba Sow participe en 2009 à la Coupe d'Afrique des nations junior. Marquant le seul but de son équipe durant le tournoi, contre le Rwanda, il apparaît comme l'élément moteur et la seule satisfaction malienne.
Performant avec les espoirs, Stephen Keshi, le sélectionneur des séniors maliens, intègre donc le jeune joueur dans sa liste en vue du match prévu le 11 octobre contre le Soudan. Comptant pour les éliminatoires de la Coupe du monde 2010, cette rencontre n'a aucune conséquence sur le classement final, le Mali étant déjà éliminé. Sow assiste depuis les tribunes à la victoire des siens un but à zéro. Titulaire à Lens, il figure sur les petits papiers du sélectionneur pour la Coupe d'Afrique des nations de 2010, mais n'est finalement pas sélectionné et l'inconnu Lassana Fané lui est préféré. Le 20 décembre, la situation se retourne une nouvelle fois, l'ancien lensois Sidi Keita s'étant blessé et Sow étant finalement du voyage en Angola. Lors du tournoi préparatoire disputé à Doha, Samba Sow dispute son premier match avec les Aigles contre la Corée du Nord, le 27 décembre, et est titularisé au milieu de terrain. Ce match se termine finalement sur une défaite par un but à zéro. Quelques jours plus tard, Sow refait son apparition avec le Mali contre le Qatar. Troisièmes de ce tournoi, les Maliens rejoignent ensuite Dubaï afin de préparer un dernier match amical, face à l'Égypte. Défait un but à zéro, Sow reste sur le banc durant toute la rencontre. Pour le premier match de la CAN, Sow n'est pas utilisé, et voit du banc l'incroyable retour des siens, menés quatre buts à zéro à un quart d'heure du terme de cette rencontre. Contre l'Algérie, il n'est pas couché sur la feuille de match. Lors du dernier match de poules, contre le Malawi, il remplace à la mi-temps le défenseur Abdoulaye Maïga, blessé. Très discret, il ne peut rien faire pour qualifier le Mali, dépendant de l'autre match à Luanda. Malgré la victoire des siens trois buts à un, Sow est contraint de rentrer dans le Pas-de-Calais plus tôt que prévu, le jour du match contre Montpellier, qu'il n'est cependant pas en mesure de disputer.

## Statistiques
| Saison                | Club                  | Championnat           | Championnat | Championnat | Coupe nationale | Coupe nationale | Coupe de la Ligue | Coupe de la Ligue | Compétition(s) continentale(s) | Compétition(s) continentale(s) | Compétition(s) continentale(s) | Total | Total |
| Saison                | Club                  | Division              | M.          | B.          | M.              | B.              | M.                | B.                | Comp.                          | M.                             | B.                             | M.    | B.    |
| 2008-2009             | RC Lens               | Ligue 2               | 1           | 0           | 0               | 0               | 0                 | 0                 | -                              | -                              | -                              | 1     | 0     |
| 2009-2010             | RC Lens               | Ligue 1               | 31          | 1           | 4               | 0               | 1                 | 0                 | -                              | -                              | -                              | 36    | 1     |
| 2010-2011             | RC Lens               | Ligue 1               | 10          | 0           | 1               | 0               | 0                 | 0                 | -                              | -                              | -                              | 11    | 0     |
| 2011-2012             | RC Lens               | Ligue 2               | 23          | 0           | 0               | 0               | 1                 | 1                 | -                              | -                              | -                              | 24    | 1     |
| 2012-2013             | RC Lens               | Ligue 2               | 25          | 0           | 2               | 0               | 0                 | 0                 | -                              | -                              | -                              | 27    | 0     |
| Sous-total            | Sous-total            | Sous-total            | 69          | 1           | 7               | 0               | 2                 | 1                 | -                              | -                              | -                              | 78    | 2     |
| 2013-2014             | Karabükspor           | Süper Lig             | 32          | 0           | 4               | 0               | -                 | -                 | -                              | -                              | -                              | 36    | 0     |
| 2014-2015             | Karabükspor           | Süper Lig             | 18          | 1           | 2               | 0               | -                 | -                 | C3                             | 4                              | 0                              | 24    | 1     |
| Sous-total            | Sous-total            | Sous-total            | 50          | 1           | 6               | 0               | -                 | -                 | -                              | 4                              | 0                              | 60    | 1     |
| 2015-2016             | Kayserispor           | Süper Lig             | 16          | 1           | 8               | 0               | -                 | -                 | -                              | -                              | -                              | 24    | 1     |
| 2016-2017             | Kayserispor           | Süper Lig             | 11          | 1           | 5               | 0               | -                 | -                 | -                              | -                              | -                              | 16    | 1     |
| Sous-total            | Sous-total            | Sous-total            | 27          | 2           | 13              | 0               | -                 | -                 | -                              | -                              | -                              | 40    | 2     |
| Total sur la carrière | Total sur la carrière | Total sur la carrière | 146         | 4           | 26              | 0               | 2                 | 1                 | -                              | 4                              | 0                              | 178   | 5     |